# Zwierzętnik
Zwierzętnik – część miasta Oława w Polsce, w województwie dolnośląskim, w powiecie oławskim. Położona jest w rejonie ulicy Zwierzyniec Duży, między Odrą a Kanałem Młyńskim na wschód od centrum Oławy. 